# 물 떨어지는 수도꼭지
"물 떨어지는 수도꼭지"(Dripping Faucet)는 한국에서 제작된 구상범 감독의 2001년 드라마 영화이다. 사이토 히로 등이 주연으로 출연하였다.

## 출연

### 주연
- 사이토 히로
- 지지 정

## 기타
- 조명: 김성호
- 녹음: 신정범
- 미술: 장성수